# Lliga francesa d'hoquei sobre patins
La Lliga francesa d'hoquei sobre patins, anomenada Nationale 1, és la màxima categoria de l'hoquei patins a França. Hi participen 12 equips, el vencedor dels quals esdevé el Campió de França i obté una plaça per disputar la Copa d'Europa d'hoquei patins, mentre que els classificats entre la segona i la quarta obtenen plaça per disputar la Copa de la CERS. L'onzè i dotzè classificats descendeixen a la segona categoria, la Nationale 2.

## Palmarès

### Del 1911 al 1989
- 1911: HC Orléans
- 1912: HCF Tourcoing
- 1913: HCF Tourcoing
- 1914: Paric HC
- 1915-1918: No disputat
- 1919: Paris HC
- 1920: Paris HC
- 1921: Paris HC
- 1922: HCF Tourcoing
- 1923: HCF Tourcoing
- 1924: Rink Burdigalien
- 1925: Stade Bordeaux UC
- 1926: No disputat
- 1927: Stade Bordeaux UC
- 1928: HCF Tourcoing
- 1929: Stade Bordeaux UC
- 1930: Stade Bordeaux UC
- 1931: Satde Bordeaux UC
- 1932: Stade Bordeaux UC
- 1933: Stade Bordeaux UC
- 1934: Stade Bordeaux UC
- 1935: Wattrelos HC
- 1936: SA Gazinet
- 1937: Stade Bordeaux UC
- 1938: FC Lyon
- 1939: FC Lyon
- 1940-1941: No disputat
- 1942: Biarritz OL i FC Lyon
- 1943: Stade Bordeaux UC
- 1944: Girondins ASP Bordeaux
- 1945: Biarritz OL
- 1946: Biarritz OL
- 1947: SA Gazinet
- 1948: ASPTT Bordeaux
- 1949: ASPTT Bordeaux
- 1950: ASPTT Bordeaux
- 1951: ASPTT Bordeaux
- 1952: HCF Tourcoing ou Burdigala HC
- 1953: HCF Tourcoing ou SA Gazinet
- 1954: ACBL Nantes ou Burdigala HC
- 1955: ACBL Nantes ou RAC des Bretons de la Loire
- 1956: ASPTT Bordeaux
- 1957: -
- 1958: Biarritz OL
- 1959: Biarritz OL
- 1960: Metallo Sport Nantes
- 1961: Metallo Sport Nantes
- 1962: Burdigala Bordeaux
- 1963: Metallo Sport Nantes
- 1964: US Coutras RH
- 1965: RS Gujan-Mestras
- 1966: US Coutras RH
- 1967: RS Gujan-Mestras
- 1968: US Coutras RH
- 1969: RS Gujan-Mestras
- 1970: US Coutras RH
- 1971: US Coutras RH
- 1972: US Coutras RH
- 1973: RS Gujan-Mestras
- 1974: US Coutras RH
- 1975: US Coutras RH
- 1976: La Vendéenne
- 1977: US Coutras RH
- 1978: La Vendéenne
- 1979: La Vendéenne
- 1980: US Coutras RH
- 1981: RS Gujan-Mestras
- 1982: La Vendéenne
- 1983: US Coutras RH
- 1984: US Coutras RH
- 1985: US Coutras RH
- 1986: US Coutras RH
- 1987: La Vendéenne
- 1988: RS Gujan-Mestras
- 1989: La Vendéenne

### Des del 1990
- 1989/90: RS Gujan-Mestras
- 1990/91: SCRA Saint-Omer
- 1991/92: SCRA Saint-Omer
- 1992/93: SCRA Saint-Omer
- 1993/94: SCRA Saint-Omer
- 1994/95: Nantes ARH
- 1995/96: La Vendéenne
- 1996/97: HC Quévertois
- 1997/98: HC Quévertois
- 1998/99: HC Quévertois
- 1999/00: HC Quévertois
- 2000/01: SCRA Saint-Omer
- 2001/02: HC Quévertois
- 2002/03: La Vendéenne
- 2003/04: La Vendéenne
- 2004/05: La Vendéenne
- 2005/06: SCRA Saint-Omer
- 2006/07: La Vendéenne
- 2007/08: HC Quévertois
- 2008/09: SCRA Saint-Omer
- 2009/10: US Coutras RH
- 2010/11: US Coutras RH
- 2011/12: HC Quévertois
- 2012/13: SCRA Saint-Omer
- 2013/14: HC Quévertois
- 2014/15: HC Quévertois
- 2015/16: La Vendéenne
- 2016/17: La Vendéenne
- 2017/18: HC Quévertois
- 2018/19: HC Quévertois
- 2019/20: SCRA Saint-Omer
- 2020/21: Suspesa
- 2021/22: SCRA Saint-Omer
- 2022/23: SCRA Saint-Omer